# Hendrik Goltzius

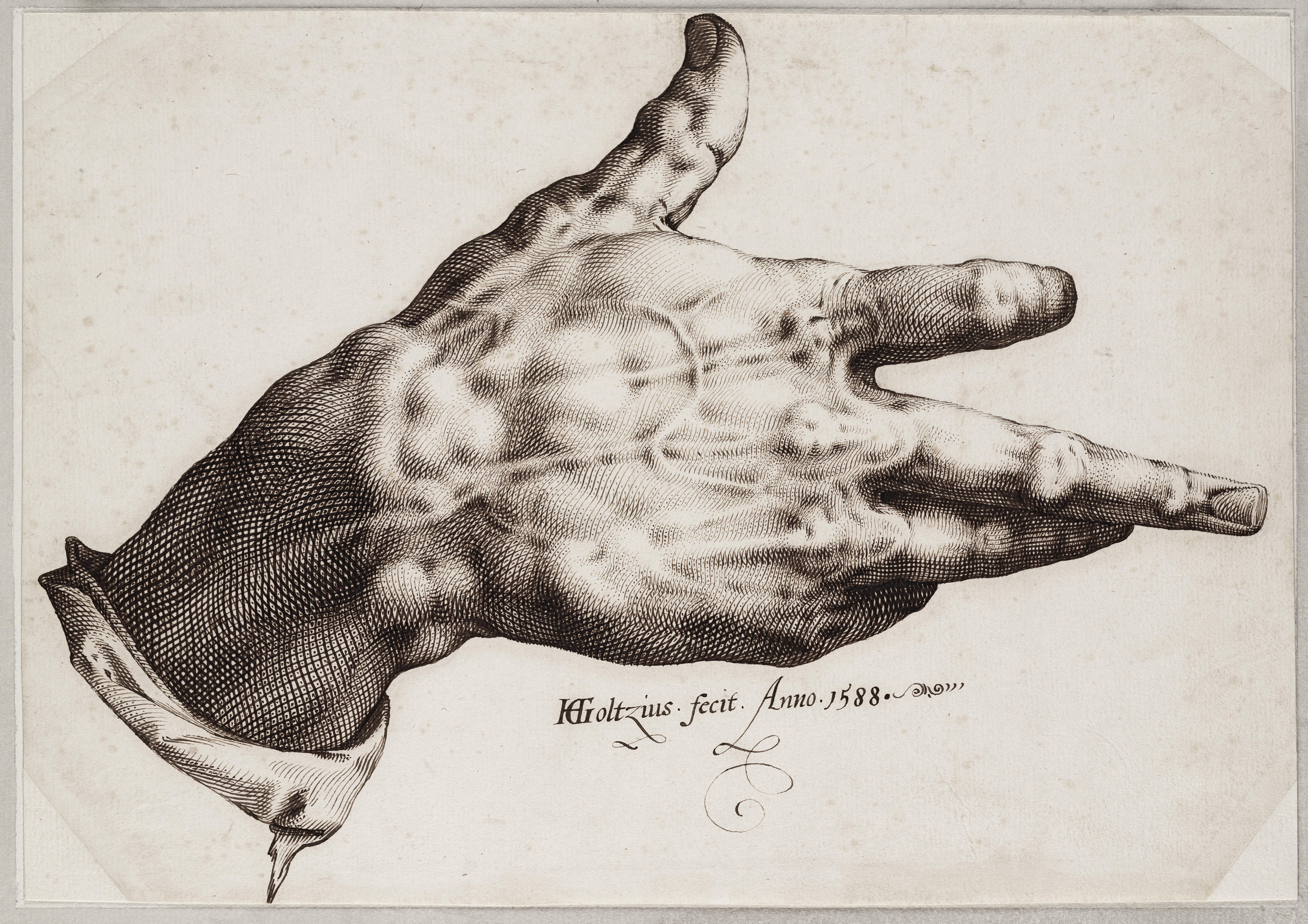
Zniekształcona ręka artysty, rysunek ok. 1588

Hendrik Goltzius (ur. 1558, zm. 1 stycznia 1617) – niderlandzki rytownik i malarz. Miedziorytnik, przedstawiciel niderlandzkiego manieryzmu i współzałożyciel tzw. akademii haarlemskiej. Jego ryciny przyczyniły się do rozprzestrzeniania manieryzmu na kontynencie europejskim.

## Życiorys
Urodził się w niemieckim Mülbracht (obecnie Bracht pod Venlo) w rodzinie o artystycznych tradycjach. W dzieciństwie miał wypadek, upadł na rozżarzone węgle i jego prawa ręka została poważnie poparzona i zdeformowana. Pomimo niepełnosprawności wcześnie wykazał talent do rysowania, jego pierwszym nauczycielem był ojciec, a od 1575 rytownik Dirck Volckertszoon Coornhert. W wieku 21 lat poślubił znacznie starszą, ale bogatą wdowę, dzięki czemu mógł założyć samodzielną pracownię grawerską w Haarlemie. Przygotowywał reprodukcje dzieł wielkich mistrzów, np. Dürera i Rafaela. Wykonywał też ilustracje, m.in. na zamówienie wydawcy Philipa Galle cykl poświęcony Lukrecji. Na jego twórczość duży wpływ wywarł malarz-manierysta Bartholomeus Spranger. Goltzius wspólnie z Cornelisem van Haarlemem i Carelem van Manderem założyli manierystyczną akademię haarlemską, nazywaną Szkołą w Haarlem, pierwszą holenderską akademię sztuki.
Przełomem w życiu artysty był wyjazd do Włoch w 1590, poznał wówczas prace Michała Anioła i innych mistrzów włoskiego renesansu, by po powrocie do ojczyzny porzucić manieryzm na rzecz bardziej klasycznego podejścia do sztuki. Ok. 1600 roku, mając już ukończone 42 lata, Goltzius zrezygnował z rytownictwa na rzecz malarstwa, prawdopodobnie z powodu problemów ze wzrokiem. Znanych jest ok. 50 jego obrazów, były to głównie portrety i sceny mitologiczne, wszystkie z lat 1600–1617.
Zmarł 1 stycznia 1617 i został pochowany w kościele Świętego Bawona w Haarlemie.

## Prace

### Obrazy
- Śmierć Adonisa -  1609, 76,5 × 76,5 cm, Rijksmuseum Amsterdam
- Danae, 1603
- Minerwa -  1611, 214 × 120 cm, Frans Hals Museum
- Merkury -  1611, 214 cm x 120 cm, Frans Hals Museum
- Herkules i Kakus -  1613, 207 × 142,5 cm, Frans Hals Museum
- Adam, 1613
- Ewa, 1613
- Jupiter i Antiope -  1616, 122 × 178 cm, kolekcja prywatna
- Wertumnus i Pomona -  1613, 90 x 149 cm, Rijksmuseum
- Lot z córkami -  1616, 140 x 204 cm, Rijksmuseum Amsterdam
- Kadmos zabijający smoka -  ok. 1616
- Merkury wręcza Junonie oczy Argosa -  1615, Museum Boijmans von Beuningen, Rotterdam

### Ryciny
- cykl Historia Lukrecji (1578–1580)
- cykl Małżeństwo Amora i Psyche (1586-1587)